# APOEL FC
APOEL FC (nowogr. Αθλητικός Ποδοσφαιρικός Όμιλος Ελλήνων Λευκωσίας (ΑΠΌΕΛ) translit. Athlītikós Podosfairikós Ómilos Ellī́nōn Leukōsías (APÓEL)) (UEFA: APOEL FC) – cypryjski wielosekcyjny klub sportowy, grający w Nikozji.

## Historia
Założony 8 listopada 1926 roku jako POEL (Klub Piłki Nożnej Greckich Cypryjczyków w Nikozji). Klub został utworzony przez grupę 40 ludzi posiadających jeden cel, by utworzyć klub, który reprezentowałby wszystkich Greków na Cyprze. Na spotkaniu w cukierni przy ulicy Ledra wybrano prezydenta klubu, którym został Giorgos Poulias.
W 1928 nazwa klubu została zmieniona przez Ogólne Zgromadzenie na APOEL (Atletyczny Klub Piłki Nożnej Greckich Cypryjczyków w Nikozji). Powodem zmiany była podróż piłkarzy klubu do Aleksandrii w 1927, gdzie udowodnili, że są nie tylko dobrymi piłkarzami, ale też atletami.
W 1934 APOEL odegrał konstruktywną rolę i ogromnie pomógł w pracach Cypryjskiego Związku Piłki Nożnej, którego był jednym z założycieli. Dwa lata później APOEL świętował zdobycie mistrzostwa kraju, pierwszego trofeum w historii klubu.
W 1948 wojna domowa w Grecji wywołała konflikty w zespole. Spowodowało to wycofanie się wielu członków i atletów z APOEL-u, utworzyli własny klub AC Omonia. Nowo utworzony zespół miał stać się głównym wrogiem APOEL-u, czego wyrazem są trwające po dziś animozje między fanami obu zespołów.
W 1963 klub zadebiutował w Lekkoatletycznym Pucharze Europy rywalizując z norweskim Goevic Lin. Dwa zwycięstwa APOEL-u (6-0, 1-0) oznaczały bardzo pomyślny debiut, ponieważ jako pierwszy grecki zespół zdołali awansować dalej w tych elitarnych rozgrywkach.
W 1973 „Pomarańczowi” zdobyli kolejny tytuł mistrza kraju, dzięki czemu mogli grać kolejny rok w lidze greckiej i byli pierwszym cypryjskim zespołem, który po roku gry nie został zdegradowany.
"Legendarni” w 1973 zdobyli swoje pierwsze trofeum w koszykówce, puchar kraju, a w trzy lata później pierwsze mistrzostwo. Równie dobrze radziła sobie drużyna siatkówki, która w latach 1979–1985 zdobyła sześć tytułów mistrza kraju i pięć pucharów kraju.
W sezonie 2013/2014 sekcja futsalu APOEL-u Nikozja pierwszy raz zdobyła Mistrzostwo Cypru i Puchar Cypru.
W sezonie 2011/2012 jako pierwsza cypryjska drużyna wywalczyła awans do ćwierćfinału piłkarskiej Ligi Mistrzów UEFA. W 1/4 finału przegrali z hiszpańskim Realem Madryt i odpadli z rozgrywek.

## Osiągnięcia
sekcja piłki nożnej
- Mistrzostwo Cypru (29 razy): 1935/36, 1936/37, 1937/38, 1938/39, 1939/40, 1946/47, 1947/48, 1948/49, 1951/52, 1964/65, 1972/73, 1979/80, 1985/86, 1989/90, 1991/92, 1995/96, 2001/02, 2003/04, 2006/07, 2008/09, 2010/11, 2012/13, 2013/14, 2014/15, 2015/16, 2016/17, 2017/18, 2018/19, 2023/24
- Wicemistrzostwo Cypru (21 razy): 1940/41, 1944/45, 1945/46, 1950/51, 1953/54, 1955/56, 1962/63, 1966/67, 1975/76, 1976/77, 1977/78, 1978/79, 1980/81, 1983/84, 1984/85, 1986/87, 1987/88, 2004/05, 2007/08, 2009/10, 2011/12
- III miejsce Mistrzostw Cypru (16 razy): 1934/35, 1949/50, 1952/53, 1954/55, 1959/60, 1970/71, 1981/82, 1982/83, 1988/89, 1990/91, 1993/94, 1998/99, 1999/2000, 2002/03, 2005/06, 2021/22
- Puchar Cypru (21 razy): 1936/37, 1940/41, 1946/47, 1950/51, 1962/63, 1967/68, 1968/69, 1972/73, 1975/76, 1977/78, 1978/79, 1983/84, 1992/93, 1994/95, 1995/96, 1996/97, 1998/99, 2005/06, 2007/08, 2013/14, 2014/15
- Finał Pucharu Cypru (12 razy): 1934/35, 1938/39, 1944/45, 1945/46, 1947/48, 1948/49, 1963/64, 1985/86, 1999/2000, 2009/10, 2016/17, 2018/19
- Superpuchar Cypru (15 razy): 1963, 1984, 1986, 1992, 1993, 1996, 1999, 2002, 2004, 2008, 2009, 2011, 2013, 2019, 2024
- Finał Superpucharu Cypru (16 razy): 1951, 1952, 1964, 1968, 1979, 1980, 1990, 1995, 1999, 2006, 2007, 2014, 2015, 2016, 2017, 2018

sekcja koszykówki
- Mistrzostwo Cypru (11x): 1976, 1979, 1981, 1995, 1996, 1998, 1999, 2002, 2009, 2010, 2014
- Puchar Cypru (11x): 1973, 1979, 1984, 1986, 1991, 1993, 1994, 1995, 1996, 2002, 2003
- Superpuchar Cypru (10x): 1972, 1976, 1986, 1994, 1995, 1996, 1998, 2001, 2002, 2010

sekcja siatkówki
- Mistrzostwo Cypru (7x): 1972, 1979, 1980, 1981, 1983, 1984, 1985
- Puchar Cypru (5x): 1979, 1981, 1982, 1984, 1985

sekcja futsalu
- Mistrzostwo Cypru (1x): 2014
- Puchar Cypru (1x): 2014

## Obecny skład
Stan na 1 grudnia 2022
| Nr | Poz. | Piłkarz                                     |
| -- | ---- | ------------------------------------------- |
| 2  | OB   | Andreas Karo                                |
| 3  | OB   | Franco Ferrari                              |
| 4  | OB   | Daniel Dumbravanu (wypożyczony z SPAL)      |
| 5  | OB   | Lasza Dwali                                 |
| 7  | PO   | Jeorjos Efrem (kapitan)                     |
| 8  | PO   | Murtaz Dauszwili                            |
| 9  | NA   | Anton Maglica                               |
| 10 | PO   | Lucas Villafañez                            |
| 11 | NA   | Giorgi Kwilitaia                            |
| 14 | OB   | Issam Chebake                               |
| 15 | OB   | José Ángel Crespo                           |
| 16 | OB   | Mateo Sušić                                 |
| 17 | NA   | Danny Blum                                  |
| 18 | PO   | Janis Satsias                               |
| 19 | NA   | Marios Ilia (wypożyczony z Ethnikosu Achna) |
| 20 | PO   | Dálcio                                      |
| 21 | NA   | Dimitris Teodoru                            |
| 22 | BR   | Andreas Christodulu                         |

| Nr | Poz. | Piłkarz                                         |
| -- | ---- | ----------------------------------------------- |
| 23 | PO   | Amel Mujanić (wypożyczony z Malmö FF)           |
| 27 | BR   | Vid Belec                                       |
| 35 | PO   | Paris Polikarpu                                 |
| 36 | OB   | Marquinhos                                      |
| 42 | OB   | Christos Wheeler                                |
| 43 | OB   | David Djamas                                    |
| 44 | PO   | Kingsley Sarfo                                  |
| 55 | PO   | Carlos Dias                                     |
| 67 | PO   | Jasonas Tumazos                                 |
| 70 | PO   | Georgi Kostadinow                               |
| 74 | NA   | Stawros Jeorju                                  |
| 75 | BR   | Apostolos Tsilingiris                           |
| 77 | NA   | Dieumerci Ndongala                              |
| 78 | BR   | Stefanos Kitos                                  |
| 79 | BR   | Stawros Charalampus                             |
| 90 | NA   | Rafael Moreira                                  |
| 99 | NA   | Anastasios Donis (wypożyczony z Stade de Reims) |

### Wypożyczeni zawodnicy
Stan na 1 grudnia 2022
| Nr | Poz. | Piłkarz                                                                   |
| -- | ---- | ------------------------------------------------------------------------- |
|    | OB   | Bert Esselink (w Olympiakos Nikozja do 31 maja 2023)                      |
|    | OB   | Sergios Feneridis (w MEAP Nisu do 31 maja 2023)                           |
|    | PO   | Marios Kokkinoftas (w Olympias Lympia do 31 maja 2023)                    |
|    | PO   | Stylianos Wrontis (w Podosferikos Omilos Ksilotimwu 2006 do 31 maja 2023) |

| Nr | Poz. | Piłkarz                                                                  |
| -- | ---- | ------------------------------------------------------------------------ |
|    | NA   | Kandet Diawara (w Enosis Neon Paralimni do 31 maja 2023)                 |
|    | NA   | Stawros Gawriil (w Akritas Chlorakas do 31 maja 2023)                    |
|    | NA   | Nikolas Kutsakos (w Podosferikos Omilos Ksilotimwu 2006 do 31 maja 2023) |
|    | NA   | Suleyman Sohna Andreou (w Omonia Aradipu do 31 maja 2023)                |